# Martin Wheeler
Pour les articles homonymes, voir Wheeler.
Ne doit pas être confondu avec Martin Weller.
Martin Wheeler (né le 16 avril 1956 à Londres) est un compositeur de musique de films anglais. Il a remporté le César de la meilleure musique originale en 2014 pour Michael Kohlhaas d'Arnaud des Pallières.

## Biographie
Martin Wheeler commence par se produire à New York en free-jazz avec le groupe "The Pleasure", et fait des concerts en Allemagne et à Paris. Il rentre dans le monde du cinéma par le biais du documentaire et de la musique de publicité. Sa rencontre avec la réalisatrice Sólveig Anspach lui ouvre les portes de la musique de films. Il remporte le César de la meilleure musique originale en 2014, pour Michael Kohlhaas d'Arnaud des Pallières.

## Filmographie partielle
- 1999 : Haut les cœurs ! de Sólveig Anspach
- 1999 : Une femme d'extérieur de Christophe Blanc
- 2006 : Ça brûle de Claire Simon
- 2008 : Back Soon de Sólveig Anspach
- 2010 : La Robe du soir de Myriam Aziza
- 2010 : Diane Wellington (court-métrage) d'Arnaud des Pallières
- 2011 : Killer of Beauty de Keja Kramer
- 2012 : Voie rapide de Christophe Sahr
- 2013 : Lulu femme nue de Sólveig Anspach
- 2013 : Queen of Montreuil de Sólveig Anspach
- 2013 : Michael Kohlhaas d'Arnaud des Pallières
- 2014 : Le Grand Homme de Sarah Leonor
- 2016 : L'Effet aquatique de Sólveig Anspach

Documentaires
- 1992 : Goulili, dis-moi ma sœur
- 1998 : Barbara, tu n'es pas coupable
- 1999 : Que personne ne bouge!
- 2003 : Laura, disparue, recherchée
- 2005 : Alimentation générale de Chantal Briet
- 2009 : Puisque nous sommes nés
- 2011 : Abderrahmane Sissako (une fenêtre sur le monde)
- 2014 : En dirigeable sur les champs de bataille[2]
- 2021 : Soy libre de Laure Portier
- 2022 : Journal d'Amérique d'Arnaud des Pallières

## Nominations et récompenses
- 2012 : Lutin de la meilleure musique originale pour Diane Wellington
- 2014 : César de la meilleure musique originale pour Michael Kohlhaas[3].